# Romna capsoides
Romna capsoides är en insektsart som först beskrevs av White 1878.  Romna capsoides ingår i släktet Romna och familjen ängsskinnbaggar. Inga underarter finns listade i Catalogue of Life.